# Outrageous
Outrageous è un singolo della cantante statunitense Britney Spears, pubblicato il 13 luglio 2004 come quarto e ultimo estratto dal quarto album in studio In the Zone.

## Descrizione
Scritta e prodotta da R. Kelly, Outrageous è una canzone dal ritmo R&B e hip hop. Il testo del brano parla di materialismo e divertimento, con Spears che nel ritornello fa riferimento a una serie di cose che le danno piacere.

## Video musicale
Il video musicale del brano è stato diretto da Dave Meyers (che aveva già lavorato ai video musicali di Lucky e Boys), ed è stato girato nel Queens e a Manhattan, New York, nel giugno 2004. Doveva debuttare in anteprima su MTV il 28 giugno dello stesso anno, ma a causa di un infortunio al ginocchio sinistro sul set la cantante è stata costretta a rimanere per diversi mesi in riabilitazione, il che ha causato l'annullamento del resto delle riprese della clip e la fine del The Onyx Hotel Tour.
Un video musicale di 45 secondi, composto dalle uniche scene girate e in cui compare anche il rapper Snoop Dogg, è stato successivamente incuso nel DVD Greatest Hits: My Prerogative. Nel video ci sono scene dei due che giocano a basket insieme ad altre persone; altre scene invece mostrano Spears che balla insieme a un gruppo di ragazze.

## Tracce
| Japan CD Single (BVCQ-27010) 1. "Outrageous" — 3:24 2. "Outrageous" [Murk Space Miami Mix] — 6:50 3. "Outrageous" [Junkie XL's Dancehall Mix] — 2:58 4. "Outrageous" [Junkie XL's Tribal Mix] — 6:11 5. "Toxic" [Armand Van Helden Remix Edit] — 6:29 6. "Everytime" [Above & Beyond Club Mix] — 8:50 7. "Everytime" [Scumfrog Haunted Dub] — 8:23 Europe Promo Remixes CD (Cat# LC07925 UPC: 82876 639862) 1. "Outrageous" [Murk Space Miami Mix] — 6:48 2. "Outrageous" [R. Kelly Remix] — 3:24 3. "Outrageous" [Junkie XL's Dancehall Mix] — 2:55 4. "Outrageous" [Josh Harris Mixshow] — 5:52 5. "Outrageous" [Junkie XL's Tribal Mix] — 6:08 | Europe Promo CD (82876 635262) 1. "Outrageous" — 3:21 U.S. Promo CD (JDJ-629572) 1. "Outrageous" — 3:21 U.S. 12" Vinyl (82876 632761) - Side A: 1. "Outrageous" [Murk Space Miami Mix] 6:48 2. "Outrageous" [R. Kelly Remix] — 3:24 3. "Outrageous" [Junkie XL's Dancehall Mix] — 2:55 - Side B: 1. "Outrageous" [Josh Harris Mixshow] — 5:52 2. "Outrageous" [Junkie XL's Tribal Mix] — 6:08 |

### Remix ufficiali
- Murk Space Miami Mix — 6:51
- Junkie XL's Dancehall Mix — 2:56
- Junkie XL's Tribal Mix — 6:12
- Josh Harris Mixshow — 5:52
- R. Kelly Remix — 3:23
- Friscia & Lamboy Unreleased Club Mix — 9:54
- SugarDip Solar Mix — 6:00
- SugarDip Lunar Mix — 7:50

## Classifiche
| Classifica (2004)   | Posizione massima |
| ------------------- | ----------------- |
| Giappone            | 32                |
| Romania             | 71                |
| Russia              | 183               |
| Stati Uniti         | 79                |
| Stati Uniti (dance) | 27                |